# Baleiomyia discussoria
Baleiomyia discussoria är en tvåvingeart som beskrevs av Kalugina 1993. Baleiomyia discussoria ingår i släktet Baleiomyia och familjen tofsmyggor. Inga underarter finns listade i Catalogue of Life.